# Сейлем (Нью-Гемпшир)
Сейлем (англ. Salem) — місто (англ. town) в США, в окрузі Рокінґгем штату Нью-Гемпшир. Населення — 30 089 осіб (2020).

## Демографія
Згідно з переписом 2010 року, у місті мешкало 28 776 осіб у 11 145 домогосподарствах у складі 7810 родин. Було 11810 помешкань
Расовий склад населення:
| - 92,4 % — білих - 3,2 % — азіатів - 0,9 % — чорних або афроамериканців - 0,1 % — корінних американців - 1,8 % — осіб інших рас |

До двох чи більше рас належало 1,4 %. Частка іспаномовних становила 4,4 % від усіх жителів.
За віковим діапазоном населення розподілялося таким чином: 21,9 % — особи молодші 18 років, 62,9 % — особи у віці 18—64 років, 15,2 % — особи у віці 65 років та старші. Медіана віку мешканця становила 43,2 року. На 100 осіб жіночої статі у місті припадало 98,1 чоловіків;  на 100 жінок у віці від 18 років та старших — 95,9 чоловіків також старших 18 років.
Середній дохід на одне домашнє господарство  становив 104 469 доларів США (медіана — 80 857), а середній дохід на одну сім'ю — 124 880 доларів (медіана — 102 520). Медіана доходів становила 67 196 доларів для чоловіків та 48 116 доларів для жінок. За межею бідності перебувало 4,5 % осіб, у тому числі 4,5 % дітей у віці до 18 років та 4,9 % осіб у віці 65 років та старших.
Цивільне працевлаштоване населення становило 16 631 особа. Основні галузі зайнятості: освіта, охорона здоров'я та соціальна допомога — 19,6 %, виробництво — 15,4 %, роздрібна торгівля — 14,6 %.